# Fani Halkia
Fani Halkia (em grego:  Φανή Χαλκιά) (Lárissa, 2 de fevereiro de 1979) é uma atleta grega, especializada em provas de barreiras, campeã dos 400m c/ barreiras nos Jogos Olímpicos de Atenas em 2004.
Sua trajetória no atletismo foi uma surpresa para muitos analistas. Antes de 2004, Fani era praticamente uma desconhecida a nível internacional. Sua melhor marca nesta prova era de 56s40, conseguida em Tessalônica em agosto de 2003 e apenas a 50ª do ranking mundial. Nos meses anteriores à Atenas 2004, ela obteve uma sensível melhora, chegando a 53s44 num torneio em Heraclião. Mesmo assim, não tinha nenhum favoritismo para a prova dos 400 m nos Jogos.
Na primeira eliminatória, porém, surpreendeu a todos fazendo sua melhor marca pessoal de 53s85 e na semifinal, espetaculares 52s77, recorde olímpico e quinta melhor marca da história. Na final, ela conquistou o ouro em 52s82, com mais de meio segundo de vantagem para a segunda colocada.

## Doping
Em 12 de agosto de 2008, durante os Jogos Olímpicos de Pequim, o COI anunciou que a atleta havia testado positivo para Metribolone, uma substância banida e um tipo de andrógeno. Halkia negou que tivesse tomado qualquer substância proibida e pediu uma segundo exame de uma amostra B de urina, que também deu resultado positivo no dia seguinte. Diante disso, em dezembro de 2008 ela foi banida do esporte por dois anos pela IAAF e não mais voltou a competir.